# Dogari (okręg Ardżesz)
Dogari – wieś w Rumunii, w okręgu Ardżesz, w gminie Ciomăgești. W 2011 roku liczyła 244 mieszkańców.